# Superliga 2022-2023 (Slovacchia)
La Superliga 2022-2023 (chiamata anche Fortuna Liga 2022-2023 per motivi di sponsorizzazione) è stata la trentesima edizione del campionato slovacco di calcio, iniziata il 15 luglio 2022 e terminata il 26 maggio 2023. Lo Slovan Bratislava si è laureata campione per la tredicesima volta nella sua storia.

## Stagione

### Novità
Dalla stagione precedente è stato retrocesso il Pohronie, ultimo classificato, mentre dalla 2. Liga è stato promosso il Podbrezová, primo classificato.
Sono stati retrocessi anche Sereď e Senica, rispettivamente quinta e decima classificata del campionato precedente, in quanto non hanno ottenuto la licenza per partecipare al campionato. Il loro posto è stato preso da Dukla B.B. e Skalica.

### Regolamento
Le 12 squadre si affrontano in una prima fase in gironi di andata-ritorno. Nella seconda fase le prime sei del girone si affrontano in un gruppo per decretare il campione di Slovacchia, mentre le sei rimanenti si affrontano per non retrocedere in 2. Liga. 

La squadra campione di Slovacchia si qualifica per il primo turno di qualificazione della UEFA Champions League 2022-2023.

La seconda e la terza classificata si qualificano rispettivamente per il secondo e il primo turno di qualificazione della UEFA Europa Conference League 2023-2024.

L'ultimo posto in Europa spetta alla vincitrice della coppa di Slovacchia; se la vincitrice, a fine stagione, arriverà tra la prima e la terza posizione, si giocheranno dei play-off tra le squadre classificate dal quarto al settimo posto per stabilire l'ultima squadra che parteciperà alle competizioni europee.

La penultima classificata disputa uno spareggio promozione-retrocessione con la seconda classificata della 2. Liga.

L'ultima classificata retrocederà direttamente in 2. Liga.

## Squadre partecipanti
| Club                     | Città             | Stadio                   | Stagione precedente    |
| ------------------------ | ----------------- | ------------------------ | ---------------------- |
| Dukla B.B.               | Banská Bystrica   | Stadio SNP               | 1º posto in 2. Liga    |
| DAC Dunajská Streda      | Dunajská Streda   | MOL Aréna                | 4º posto in Superliga  |
| Podbrezová               | Podbrezová        | ZELPO Aréna              | 2º posto in 2. Liga    |
| Ružomberok               | Ružomberok        | Štadión pod Čebraťom     | 2º posto in Superliga  |
| Skalica                  | Skalica           | Stadio Municipale        | 3º posto in 2. Liga    |
| Slovan Bratislava        | Bratislava        | Tehelné pole             | Campione di Slovacchia |
| Spartak Trnava           | Trnava            | Stadio Anton Malatinský  | 3º posto in Superliga  |
| Tatran Liptovsky Mikulas | Liptovský Mikuláš | NTC Poprad (Poprad)      | 8º posto in Superliga  |
| AS Trenčín               | Trenčín           | Štadión Sihoť            | 6º posto in Superliga  |
| ViOn Z.M.                | Zlaté Moravce     | Štadión FC ViOn          | 11º posto in Superliga |
| Zemplín Michalovce       | Michalovce        | Stadio Mestský futbalový | 9º posto in Superliga  |
| Žilina                   | Žilina            | Štadión pod Dubňom       | 7º posto in Superliga  |

## Allenatori
| Club                     | Allenatore      |
| ------------------------ | --------------- |
| DAC Dunajská Streda      | Adrián Guľa     |
| Dukla Banská Bystrica    | Michal Ščasný   |
| Podbrezová               | Roman Skuhravý  |
| Ružomberok               | Peter Struhár   |
| Skalica                  | Juraj Jarábek   |
| Slovan Bratislava        | Vladimír Weiss  |
| Spartak Trnava           | Michal Gašparík |
| Tatran Liptovský Mikuláš | Jozef Kostelník |
| AS Trenčín               | Marián Zimen    |
| ViOn Z.M.                | Ján Kocian      |
| Zemplín Michalovce       | Norbert Hrnčár  |
| Žilina                   | Jaroslav Hynek  |

## Stagione regolare

### Classifica
|  | Pos. | Squadra             | Pt | G  | V  | N  | P  | GF | GS | DR  |
|  | ---- | ------------------- | -- | -- | -- | -- | -- | -- | -- | --- |
|  | 1.   | DAC Dunajská Streda | 48 | 22 | 14 | 6  | 2  | 39 | 17 | +22 |
|  | 2.   | Slovan Bratislava   | 47 | 22 | 14 | 5  | 3  | 47 | 23 | +24 |
|  | 3.   | Spartak Trnava      | 40 | 22 | 12 | 4  | 6  | 39 | 26 | +13 |
|  | 4.   | Podbrezová          | 35 | 22 | 9  | 8  | 5  | 32 | 24 | +8  |
|  | 5.   | Žilina              | 31 | 22 | 9  | 4  | 9  | 34 | 33 | +1  |
|  | 6.   | Dukla B.B.          | 31 | 22 | 9  | 4  | 9  | 34 | 37 | -3  |
|  | 7.   | Ružomberok          | 30 | 22 | 7  | 9  | 6  | 24 | 22 | +2  |
|  | 8.   | ViOn Z.M.           | 23 | 22 | 4  | 11 | 7  | 28 | 35 | -7  |
|  | 9.   | Zemplín Michalovce  | 23 | 22 | 6  | 5  | 11 | 22 | 34 | -12 |
|  | 10.  | AS Trenčín          | 22 | 22 | 5  | 7  | 10 | 20 | 33 | -13 |
|  | 11.  | Skalica             | 19 | 22 | 4  | 7  | 11 | 19 | 31 | -12 |
|  | 12.  | Liptovský Mikuláš   | 9  | 22 | 1  | 6  | 15 | 17 | 40 | -23 |

Legenda:
      Ammesse ai Play-off scudetto
      Ammesse ai Play-out
Regolamento:
Tre punti a vittoria, uno a pareggio, zero a sconfitta.

### Risultati
|                    | DAC  | Duk  | Pod  | Ruž  | Ska  | Slo  | Spa  | Tat  | Tre  | Zem  | Zla  | Žil  |
| ------------------ | ---- | ---- | ---- | ---- | ---- | ---- | ---- | ---- | ---- | ---- | ---- | ---- |
| DAC Dun. Streda    | –––– | 3-0  | 2-1  | 1-0  | 2-1  | 1-1  | 1-0  | 2-1  | 1-2  | 1-0  | 3-0  | 5-2  |
| Dukla B.B.         | 1-3  | –––– | 0-2  | 2-3  | 0-0  | 0-1  | 0-2  | 2-0  | 3-0  | 3-1  | 4-2  | 2-1  |
| Podbrezová         | 0-0  | 3-1  | –––– | 0-2  | 0-2  | 2-1  | 3-1  | 1-0  | 2-0  | 2-2  | 0-0  | 2-0  |
| Ružomberok         | 0-1  | 1-1  | 2-2  | –––– | 2-0  | 0-1  | 3-2  | 1-1  | 0-0  | 1-0  | 2-2  | 0-2  |
| Skalica            | 1-1  | 1-2  | 1-1  | 0-2  | –––– | 1-4  | 1-1  | 3-0  | 2-0  | 0-0  | 0-2  | 1-0  |
| Slovan Bratislava  | 1-1  | 2-2  | 3-1  | 2-0  | 3-0  | –––– | 4-1  | 1-0  | 4-0  | 4-2  | 4-1  | 3-1  |
| Spartak Trnava     | 3-1  | 1-2  | 1-1  | 0-2  | 2-1  | 0-0  | –––– | 1-0  | 3-2  | 4-1  | 2-0  | 2-2  |
| Tatran L.M.        | 0-1  | 1-2  | 2-5  | 0-0  | 0-0  | 1-5  | 1-2  | –––– | 1-1  | 1-1  | 1-2  | 1-2  |
| Trenčín            | 0-4  | 0-2  | 1-1  | 0-0  | 3-1  | 4-0  | 0-2  | 2-1  | –––– | 3-1  | 1-1  | 0-0  |
| Zemplín Michalovce | 0-2  | 2-0  | 1-0  | 1-1  | 3-1  | 0-1  | 0-4  | 1-2  | 2-0  | –––– | 0-0  | 3-2  |
| Zlaté Moravce      | 2-2  | 4-4  | 1-1  | 2-2  | 2-2  | 1-1  | 0-3  | 1-1  | 1-0  | 0-1  | –––– | 4-0  |
| Žilina             | 1-1  | 4-1  | 0-1  | 2-0  | 1-0  | 4-1  | 1-2  | 4-2  | 1-1  | 2-0  | 1-0  | –––– |

## Seconda fase

### Poule Scudetto

#### Classifica
aggiornata al 26 maggio 2023
|                       | Pos. | Squadra             | Pt | G  | V  | N | P  | GF | GS | DR  |
| --------------------- | ---- | ------------------- | -- | -- | -- | - | -- | -- | -- | --- |
| Slovacchia (bandiera) | 1.   | Slovan Bratislava   | 69 | 32 | 21 | 6 | 5  | 65 | 32 | +33 |
|                       | 2.   | DAC Dunajská Streda | 67 | 32 | 20 | 7 | 5  | 54 | 29 | +25 |
|                       | 3.   | Spartak Trnava      | 52 | 32 | 15 | 7 | 10 | 55 | 38 | +17 |
|                       | 4.   | Podbrezová          | 47 | 32 | 13 | 8 | 11 | 44 | 44 | 0   |
|                       | 5.   | Dukla B.B.          | 44 | 32 | 13 | 5 | 14 | 50 | 56 | -6  |
|                       | 6.   | Žilina              | 39 | 32 | 11 | 6 | 15 | 49 | 53 | -4  |

Legenda:
      Campione della Slovacchia e ammessa alla UEFA Champions League 2022-2023
       Ammesse ai Turni di qualificazione di Conference League
       Ammesse ai Play-off di Conference League
Regolamento:
Tre punti a vittoria, uno a pareggio, zero a sconfitta.

#### Risultati
|                       | DAC  | Duk  | Pod  | SlB  | SpT  | Žil  |
| --------------------- | ---- | ---- | ---- | ---- | ---- | ---- |
| DAC Dun. Streda       | –––– | 1-0  | 2-1  | 2-3  | 3-1  | 1-0  |
| Dukla Banská Bystrica | 2-3  | –––– | 3-1  | 1-2  | 2-0  | 1-1  |
| Podbrezová            | 2-0  | 1-2  | –––– | 1-2  | 0-3  | 3-2  |
| Slovan Bratislava     | 2-1  | 4-0  | 0-1  | –––– | 1-0  | 0-1  |
| Spartak Trnava        | 1-1  | 0-1  | 6-1  | 0-0  | –––– | 4-2  |
| Žilina                | 0-1  | 6-4  | 0-1  | 2-4  | 1-1  | –––– |

## Poule retrocessione

### Classifica finale
|  | Pos. | Squadra            | Pt | G  | V  | N  | P  | GF | GS | DR  |
|  | ---- | ------------------ | -- | -- | -- | -- | -- | -- | -- | --- |
|  | 7.   | Ružomberok         | 47 | 32 | 12 | 11 | 9  | 43 | 31 | +12 |
|  | 8.   | Skalica            | 40 | 32 | 10 | 10 | 12 | 38 | 38 | 0   |
|  | 9.   | Zemplín Michalovce | 36 | 32 | 9  | 9  | 14 | 39 | 50 | -11 |
|  | 10.  | AS Trenčín         | 36 | 32 | 9  | 9  | 14 | 39 | 50 | -17 |
|  | 11.  | ViOn Z.M.          | 31 | 32 | 6  | 13 | 13 | 35 | 49 | -14 |
|  | 12.  | Liptovský Mikuláš  | 18 | 33 | 3  | 9  | 20 | 24 | 59 | -35 |

Legenda:
      Ammessa ai Playoffs di Conference League
      Retrocessione in 2.liga
Regolamento:
Tre punti a vittoria, uno a pareggio, zero a sconfitta.

## Play-off Europa Conference League
|  | Semifinali | Semifinali | Semifinali |  |   | Finale | Finale     | Finale |
|  |            |            |            |  |   |        |            |        |
|  | 5          | Dukla B.B. | 1          |  |   |        |            |        |
|  | 5          | Dukla B.B. | 1          |  |   |        |            |        |
|  | 6          | Žilina     | 3          |  |   |        |            |        |
|  | 6          | Žilina     | 3          |  | 6 | Žilina | 3          |        |
|  |            |            |            |  | 6 | Žilina | 3          |        |
|  |            |            |            |  |   | 7      | Ružomberok | 1      |
|  | 4          | Podbrezová | 0          |  |   | 7      | Ružomberok | 1      |
|  | 4          | Podbrezová | 0          |  |   |        |            |        |
|  | 7          | Ružomberok | 3          |  |   |        |            |        |
|  | 7          | Ružomberok | 3          |  |   |        |            |        |

### Semifinali
|            | Risultati |            | Luogo e data                    |
| ---------- | --------- | ---------- | ------------------------------- |
| Dukla B.B. | 1 - 3     | Žilina     | Banská Bystrica, 23 maggio 2023 |
| Podbrezová | 0 - 3     | Ružomberok | Podbrezová, 23 maggio 2023      |
|            |           |            |                                 |

### Finale
|        | Risultati |            | Luogo e data           |
| ------ | --------- | ---------- | ---------------------- |
| Žilina | 3 - 1     | Ružomberok | Žilina, 26 maggio 2023 |
|        |           |            |                        |

### Relegation Play-off
La squadra che termina il campionato all'11º posto affronta la squadra 2ª classificata nella 2. Liga per assicurarsi un posto nella massima serie nella stagione successiva
|               | Risultati |               | Luogo e data                  |
| ------------- | --------- | ------------- | ----------------------------- |
| Tatran Prešov | 1 - 0     | ViOn Z.M.     | Ličartovce, 23 maggio 2023    |
| ViOn Z.M.     | 3 - 0     | Tatran Prešov | Zlaté Moravce, 26 maggio 2023 |
|               |           |               |                               |

## Statistiche

### Squadre

#### Capoliste solitarie
|    | —— | ——  | ——                | ——                | ——                | ——                | ——                | ——                | ——                | ——                | ——                | ——                | ——                | ——                | ——                | ——                | ——                | ——                | ——                | ——  | ——  | ——  | ——  | ——  | ——  | ——  | ——  | ——  | ——  | —— |  |
|    |    | DAC | Slovan Bratislava | Slovan Bratislava | Slovan Bratislava | Slovan Bratislava | Slovan Bratislava | Slovan Bratislava | Slovan Bratislava | Slovan Bratislava | Slovan Bratislava | Slovan Bratislava | Slovan Bratislava | Slovan Bratislava | Slovan Bratislava | Slovan Bratislava | Slovan Bratislava | Slovan Bratislava | Slovan Bratislava |     |     |     |     |     |     |     |     |     |     |    |  |
|    |    |     |                   |                   |                   |                   |                   |                   |                   |                   |                   |                   |                   |                   |                   |                   |                   |                   |                   |     |     |     |     |     |     |     |     |     |     |    |  |
|    |    |     |                   |                   |                   |                   |                   |                   |                   |                   |                   |                   |                   |                   |                   |                   |                   |                   |                   |     |     |     |     |     |     |     |     |     |     |    |  |
| 1ª | 2ª | 3ª  | 4ª                | 5ª                | 6ª                | 7ª                | 8ª                | 9ª                | 10ª               | 11ª               | 12ª               | 13ª               | 14ª               | 15ª               | 16ª               | 17ª               | 18ª               | 19ª               | 20ª               | 21ª | 22ª | 23ª | 24ª | 25ª | 26ª | 27ª | 28ª | 29ª | 30ª |    |  |

### Individuali

#### Classifica marcatori
aggiornata al 20 maggio 2023
| Gol |  |  | Giocatore         | Squadra           |
| --- |  |  | ----------------- | ----------------- |
| 18  |  |  | Nikola Krstović   | DAC Dun. Streda   |
| 15  |  |  | Aleksandar Čavrić | Slovan Bratislava |
| 15  |  |  | Róbert Polievka   | Dukla B.B.        |
| 14  |  |  | Abdulrahman Taiwo | Spartak Trnava    |
| 11  |  |  | Andrej Fábry      | Skalica           |
| 9   |  |  | Moses Cobnan      | Podbrezová        |
| 7   |  |  | Martin Regáli     | Ružomberok        |
| 7   |  |  | Zsolt Kalmár      | DAC Dun. Streda   |
| 6   |  |  | Adam Brenkus      | ViOn Z.           |
| 6   |  |  | Michal Faško      | Dukla B.B.        |
| 6   |  |  | Adrián Kaprálik   | Žilina            |
| 6   |  |  | Dávid Ďuriš       | Žilina            |
| 5   |  |  | David Hrnčár      | Slovan Bratislava |